# Bob Haak
Bob Haak (Amsterdam, 22 januari 1926 − aldaar, 15 mei 2005) was een Nederlands kunsthistoricus en museumdirecteur. Hij was tevens de initiator van het Rembrandt Research Project.

## Biografie
Haak slaagde voor zijn HBS-B-examen. Als kunsthistoricus was hij een autodidact. Van 1950 tot 1954 werkte hij bij kunsthandel Hoogendijk in Amsterdam. In dat laatste jaar trad hij in dienst van het Rijksmuseum Amsterdam. In 1960 werkte hij mee aan de bestandscatalogus van de schilderijen van het Rijksmuseum Amsterdam. In 1963 werd hij benoemd tot hoofdconservator van het Amsterdams Historisch Museum. In 1968 verscheen zijn eerste publicatie over Rembrandt, die verscheidene herdrukken beleefde en vertaald werd in het Engels, Duits, Italiaans en Spaans. In 1975 was hij tijdelijk fungerend directeur van het Amsterdams Historisch Museum, totdat hij in 1976 officieel in die functie werd benoemd als opvolger van Simon Levie die directeur van het Rijksmuseum werd. In 1984 verscheen het geprezen Hollandse schilders in de Gouden Eeuw (dat nog in 2003 een derde druk beleefde). In oktober 1986 nam hij afscheid als directeur, en ging met vervroegd pensioen; hij werd opgevolgd door Udo Vroom, die twee jaar later daar al moest opstappen. Na zijn pensionering schreef hij een boek over het gebouw van 'zijn' museum.
Haak was een kenner van de oude Hollandse meesters en met name van Rembrandt van Rijn, waarover hij verscheidene werken publiceerde die herdrukken beleefden en vertaald werden. Hij was in 1956 samen met Josua Bruyn initiator van het Rembrandt Research Project dat in 1968 officieel zijn werk begon. Haak was betrokken bij het project, maar zegde in 1993 die medewerking op, net als Josua Bruyn, Levie en Pieter van Thiel die zich niet konden vinden in de werkwijze van de leider van het project Ernst van de Wetering.

### Eerbetoon
In 1985 ontving Haak de Carel van Manderprijs. Bij zijn afscheid als museumdirecteur werd hem in 1986 de gouden museummedaille verleend. Op 8 januari 1992 werd hem door de Universiteit van Amsterdam een eredoctoraat toegekend wegens zijn verdiensten voor de 'kunsthistorische wetenschap'.

### Privé
Haak was een zoon van leraar en voetballer Jur Haak (1891-1945) die in Sachsenhausen werd vermoord, en Henriëtte Augusta (Jet) van Eek die vermoord werd in Groß-Rosen in 1944. In 1950 trouwde hij met Johanna van Heek (1927), telg uit het geslacht van textielfabrikanten Van Heek met wie hij drie dochters kreeg. Bob Haak overleed in zijn geboorteplaats op 79-jarige leeftijd.